# الفناتير
الفناتير هو شاطئ يقع في مدينة الجبيل السعودية بالقرب من طريق الملك فهد.

## أصل التسمية
سمى شاطئ الفناتير بهذا الاسم نسبة إلى طيور الفلامنغو التي تُدعى بالفناتير.

## نبذة
في الوقت الحالي تم إنشاء حي سكني فخم لمنسوبي مدينة الجبيل الصناعية، ويعتبر الفناتير من أحدث الشواطئ من حيث الإنشاء بمدينة الجبيل الصناعية يمتد الشاطئ على مسافة 45 كم، وتم تهيئة الشاطئ بالأماكن الخضراء الكثيرة ووفرة المياه العذبة، وإنشاء ملاعب للأطفال مصممة بشكل هندسي أنيق، كما تم تخصيص أماكن للسباحة والعديد من المماشي المميزة للممارسة الرياضة وكذلك مسارح مثل المسارح الرومانية لإقامة الاحتفالات. ويقام بالشاطئ الكثير من الأنشطة الترفيهية.
يحتوي الشاطئ على مجموعة كبيرة من المطاعم، كما يوجد بعض المقاهي والكافيتريات بالشاطئ، ويحتوي أيضًا على مساجد لإقامة الصلاة.